# Miotadorna sanctibathansi
Miotadorna sanctibathansi — викопний вид гусеподібних птахів родини качкових (Anatidae). Качка мешкала у еоцені (19-16 млн років тому) у Новій Зеландії. Скам'янілі рештки виду знайдені у долині річки Манугерікія у регіоні Отаго на Південному острові.

## Назва
Назва роду Miotadorna означає «міоценовий галагаз» і вказує на подібність птаха на сучасних качок роду галагаз (Tadorna). Видова назва sanctibathansi дана на честь історичного золотовидобувного міста Saint Bathans, поблизу якого знайдено рештки виду.
У 2022 році було описано новий вид Miotadorna catrionae, рештки якого знайдено там же, де і попереднього. Видова назва catrionae вшановує Катріону Драммонд, матір співавтора таксона Ніколаса Роуленса. Вид був описаний з фрагмента правої плечової кістки.  Відзначено, що він дуже схожий на M. sanctibathansi, але його великий розмір і різні пропорції відрізняють його від цього виду. Проте ця різниця в розмірі може свідчити про статевий диморфізм, тому Worthy та ін. вважають M. catrionae синонімом M. sanctibathansi, оскільки, наймовірніше, це більший екземпляр іншої статі.